# Stor-Degersjön
Stor-Degersjön är en sjö i Kramfors kommun och Örnsköldsviks kommun i Ångermanland och ingår i Nätraåns huvudavrinningsområde. Sjön är 41 meter djup, har en yta på 12,6 kvadratkilometer och befinner sig 242 meter över havet. Sjön avvattnas av vattendraget Degersjöån som mynnar i Stor-Åbodsjön och så småningom förenar sig med Hinnsjöån.

## Delavrinningsområde
Stor-Degersjön ingår i det delavrinningsområde (701059-161400) som SMHI kallar för Utloppet av Stor-Degersjön. Medelhöjden är 283 meter över havet och ytan är 51,13 kvadratkilometer. Räknas de 2 avrinningsområdena uppströms in blir den ackumulerade arean 60,84 kvadratkilometer. Hinnsjöån som avvattnar avrinningsområdet har biflödesordning 2, vilket innebär att vattnet flödar genom totalt 2 vattendrag innan det når havet efter 41 kilometer. Avrinningsområdet består mestadels av skog (68 procent). Avrinningsområdet har 12,57 kvadratkilometer vattenytor vilket ger det en sjöprocent på 24,6 procent.